# Helen Mabel Trevor
Helen Mabel Trevor (20 de dezembro de 1831 - 3 de abril de 1900) foi uma pintora irlandesa de paisagens e gêneros.

## Vida
Helen Mabel Trevor nasceu em Lisnagead House, Loughbrickland, County Down, em 20 de dezembro de 1831. Ela começou a desenhar ainda jovem, com seu pai fornecendo-lhe um estúdio como incentivo. Ela deixou a Irlanda na década de 1870, com a renda da propriedade de Loughbrickland financiando suas viagens e estudos até a década de 1890. Trevor ficou surda mais tarde na vida e morreu repentinamente de um ataque cardíaco em seu estúdio na Rue du Cherche Midi em 3 de Abril de 1900.
Autodidata durante grande parte da sua carreira, sua primeira experiência formal aconteceu aos 46 anos, quando ingressou na Royal Academy em Londres entre 1877 e 1882.[carece de fontes?]